# Exalloniscus tuberculatus
Exalloniscus tuberculatus är en kräftdjursart som beskrevs av Nunomura 2000A. Exalloniscus tuberculatus ingår i släktet Exalloniscus och familjen Oniscidae. Inga underarter finns listade i Catalogue of Life.